# Acer parviflorum
Acer parviflorum é uma espécie de árvore do gênero Acer, pertencente à família Aceraceae.